# Renny Ribera
Renny Ribera (Santa Cruz de la Sierra, 30 de janeiro de 1974) é um ex-futebolista boliviano que atuava como defensor.

## Carreira
Renny Ribera integrou a Seleção Boliviana de Futebol na Copa América de 1999.